# Kerry Condon
Kerry Condon (Thurles, Írország, 1983. január 4. –) BAFTA-díjas ír színésznő.
Legismertebb alakítása Péntek a Marvel-moziuniverzum filmjeiben. Elsőként a 2015-ös Bosszúállók: Ultron kora című filmben tűnt fel, ezt követte a Amerika Kapitány: Polgárháború (2016), Pókember: Hazatérés (2017), Bosszúállók: Végtelen háború (2018)., Bosszúállók: Végjáték (2019). 2005-től 2007-ig a Róma című sorozatban is játszott.

## Élete
2001-ben, 19 éves korában, szerepelt a Royal Shakespeare Theatre-ban megrendezett Alhangya című drámájában, amit Martin McDonagh rendezett. 2006-ban már a New York-i Lyceum Színházban játszott.

## Filmográfia

### Film
| Év   | Magyar cím                         | Eredeti cím                               | Szerep               | Magyar hang       |
| ---- | ---------------------------------- | ----------------------------------------- | -------------------- | ----------------- |
| 1999 | Angyal a lépcsőn                   | Angela's Ashes                            | Theresa              | Zsigmond Tamara   |
| 2000 | Patkánymese                        | Rat                                       | Marietta Flynn       | Molnár Ilona      |
| 2001 | Haragos Harry                      | How Harry Became a Tree                   | Eileen               | Major Melinda     |
| 2003 | Ned Kelly – A törvényen kívüli     | Ned Kelly                                 | Kate Kelly           | Orosz Anna        |
| 2003 | Kényszerszünet                     | Intermission                              | Kávézós pincérnő     | Csampisz Ildikó   |
| 2004 | Fatso gyorsbüféje                  | The Halo Effect                           | Jean                 |                   |
| 2005 | A nyakörv                          | Danny the Dog                             | Victoria             | Nemes Takách Kata |
| 2009 | Aztán mindennek vége               | The Last Station                          | Mása                 | Szinetár Dóra     |
| 2010 | A kifutópálya                      | The Runway                                | Grace Thomas         | Madarász Éva      |
| 2011 |                                    | The Shore (rövidfilm)                     | Pat                  |                   |
| 2011 | Ez az a hely                       | This Must Be the Place                    | Rachel               | Mezei Kitty       |
| 2013 | Dom Hemingway                      | Dom Hemingway                             | Melody               | Ruttkay Laura     |
| 2014 | Arany                              | Gold                                      | Alice                |                   |
| 2015 | Bosszúállók: Ultron kora           | Avengers: Age of Ultron                   | Péntek (hangja)      | Peller Mariann    |
| 2016 | Amerika Kapitány: Polgárháború     | Captain America: Civil War                | Péntek (hangja)      | Peller Anna       |
| 2017 | Pókember: Hazatérés                | Spider-Man: Homecoming                    | Péntek (hangja)      | Peller Mariann    |
| 2017 | Három óriásplakát Ebbing határában | Three Billboards Outside Ebbing, Missouri | Pamela               | Csuha Bori        |
| 2018 | Irgalmatlan szamaritánus           | Bad Samaritan                             | Katie                |                   |
| 2018 | Bosszúállók: Végtelen háború       | Avengers: Infinity War                    | Péntek (hangja)      | Peller Mariann    |
| 2019 | Bosszúállók: Végjáték              | Avengers: Endgame                         | Péntek (hangja)      | Peller Mariann    |
| 2020 | A vágyak földjén                   | Dreamland                                 | Olivia Evans         | Solecki Janka     |
| 2022 | A sziget szellemei                 | The Banshees of Inisherin                 | Siobhán Súilleabháin | Sodró Eliza       |
| 2023 |                                    | In the Land of Saints and Sinners         | Doireann McCann      |                   |
| 2024 | Éjszakai merülés                   | Night Swim                                | Eve Waller           | Zakariás Éva      |
| 2025 |                                    | Train Dreams                              | Claire               |                   |
| 2025 | F1 – A film                        | F1                                        | Kate McKenna         | Kovács Patrícia   |

### Televízió
| Év        | Magyar cím       | Eredeti cím            | Szerep              | Megjegyzések                                                                 |
| --------- | ---------------- | ---------------------- | ------------------- | ---------------------------------------------------------------------------- |
| 1999      |                  | Ballykissangel         | Mairead Reilly      | 2 epizód                                                                     |
| 2004      |                  | Born and Bred          | Niamh Copper        | 1 epizód                                                                     |
| 2005–2007 | Róma             | Rome                   | Octavia             | - főszereplő - magyar hangja:[forrás?] - Kiss Virág Magdolna                 |
| 2008      |                  | Anatomy of Hope        | Jenna               | próbaepizód                                                                  |
| 2010      |                  | Five Days              | Siobhan Doole nővér | 3 epizód                                                                     |
| 2011–2012 | Befutó           | Luck                   | Rosie               | főszereplő (9 epizód)                                                        |
| 2013–2014 | The Walking Dead | The Walking Dead       | Clara               | - 3 epizód - magyar hangja: - Németh Kriszta                                 |
| 2014      | A védelmező      | Believe                | Dr. Zoe Boyle       | - visszatérő szereplő (10 epizód) - magyar hangja:[forrás?] - Németh Borbála |
| 2015–2022 | Better Call Saul | Better Call Saul       | Stacey Ehrmantraut  | visszatérő szereplő (18 epizód)                                              |
| 2016      |                  | Brace for Impact       | Sofia Gilchrist     | tévéfilm                                                                     |
| 2018      |                  | Women on the Verge     | Laura               | főszereplő (6 epizód)                                                        |
| 2019–2020 | Ray Donovan      | Ray Donovan            | Molly Sullivan      | - visszatérő szereplő - 7. évad (9 epizód)                                   |
| 2022      |                  | Ray Donovan: The Movie | Molly Sullivan      | tévéfilm                                                                     |
| 2024–2025 | Kóbor alakulat   | Skeleton Crew          | Fara                | - visszatérő szereplő (5 epizód) - magyar hangja: - Bognár Anna              |